# Юліан Толедський
Юліан Толедський (Юліан Толетанський; 642 - 6 березня 690) - історик і політичний діяч, богослов і латинський церковний письменник, святий, шанований Римо-католицькою церквою (день пам'яті - 8 березня), архієпископ Толедо (680-690)

## Біографія

### Походження та молодість
Юліан народився у юдейських батьків, які прийняли християнство ще до його народження в Толетані (суч. Толедо в Іспанії). Юдейське походження Юліана засвідчено Ісидором Безьким, Павлом Бургоським і єпископом Севільським і Толедським Феліксом у його книзі «Короткий життєпис Юліана Толедського» (початок VIII століття).
Юліан здобув гарну освіту. Відомо, що він навчався у рідному місті у школі при кафедральному соборі. Його духовним учителем був єпископ Євген II Толедський, який займав Толедську кафедру у 646-657 роках. У Мосарабській хроніці 754 року під 681 роком сказано: «У той час єпископ Юліан, що походив з юдейського роду, подібно до квітки троянди, що виростає між шпильками, сяяв над світом своїм знанням християнського вчення. Народжений від батьків-християн, він отримав у Толедо, де пізніше зайняв місце єпископа, чудову освіту у всіх сферах знань».
Юліан став ченцем, а пізніше абатом в Агалі (неподалік Толедо).

### Архиєрейська діяльність
29 січня 680 року Юліан став наступником толедського єпископа Квіріка. Він був першим єпископом-митрополитом Вестготського королівства, який мав владу над рештою ієрархів Піренейського півострова з правом висвячення єпископів на вакантні кафедри.
У цьому сані Юліан у 680 році сприяв майбутньому королю Ервігу у поваленні вестготського короля Вамби. За соборною постановою про обрання короля Ервіг не міг досягти престолу, бо по батькові був не готом, а візантійцем (ромей-вірменин на ім'я Флавій Ервігій - Flavius Ervigius). Невідомо, до яких доказів та інтриг вдався Юліан для виправдання зведення на трон Ервіга, але це йому вдалося досить легко і швидко.
Також Юліан вживав діяльних заходів для централізації управління Церквою Вестготської держави в руках єпископа Толедо.
Положення Юліана як глави Церкви Вестготського королівства створювало незручності королівському духовенству, а його погляди на доктрину Трійці — викликали занепокоєння папського престолу.
Як толедський єпископ, Юліан очолював роботу чотирьох помісних Толедських соборів: Дванадцятого (681), Тринадцятого (683), Чотирнадцятого (684) і П'ятнадцятого (688), три з яких (за винятком XIV-го) носили характер національних.
Незважаючи на вдачу доброї і ввічливої людини, єпископ Юліан заохочував королів вестготів у гоніннях на євреїв, що не прийняли хрещення. Наприклад, в 681 році головуючи на Дванадцятому Толедському соборі, Юліан примусив короля Ервіга прийняти низку антиюдейських законів.
Ще один церковний синод — Тринадцятий Толедський собор — був проведений Юліаном та Ервігом восени 683 року. На ньому дворяни та аристократія королівства отримали значні привілеї.
До 690 року Юліан залишався єпископом-митрополитом Толедо.
Помер у Толедо 6 березня 690 року. Його наступником у Толедській єпархії став єпископ Сісеберт.

## Письмова спадщина Юліана
Юліан був плідним церковним письменником (однак збереглася лише деяка частина зі список його творів, який включає 16 назв). Крім цього він брав участь у складанні та редагуванні канонів Дванадцятого, Тринадцятого, Чотирнадцятого та П'ятнадцятого Толедських соборів. До цього слід додати деякі новели про королів Вамбу (672—680), Ервіга (680—687) і Егіку (687—701). До цієї частини примикає глава 12, повідомляє про факт і точну дату смерті Юліана, а також про місце його поховання.

Джерела:

Юліан виправив мосарабську літургію . Серед його робіт важливі Insultatio vilis storici in tyrannidem Galliae («Мова з засудженням тиранії франків»  ; 673 рік ), Prognostica (Книга про смерть), « Історія короля Вамби»  і книга про потойбічне життя ( 687 рік ) .
Юліана вважають також ініціатором ухвалення (або навіть автором) кількох законів проти юдеїв та юдіючих, що увійшли до складу дванадцятої книги « Вестготської правди », а також відповідних соборних постанов.
На прохання короля Ервіга Юліан в 686 році написав твір De Comprobatione Aetatis Sextae Contra Judaeos, роботу про Месію в Біблії та шляхи для навернення юдеїв у християнство.
Сучасні дослідники порівнюють значення спадщини Юліана та його інтелектуальний рівень зі спадщиною та освіченістю Ісідора Гіспальського (Севільського) .